# Osi Pharmaceuticals Inc
Osi Pharmaceuticals Inc — американська фармацевтична компанія, зареєстрована у штаті Делавер.
Ця компанія в основному займається виробленням діагностичних речовин «in vitro» та «in vivo». Вона відкриває та розроблює біофармацевтичні продукти для боротьби з раком, діабетом та ожирінням.
«Tarceva» є низькомолекулярним інгібітором рецептора епідермального фактора росту (EGFR) і єдиним інгібітором EGFR. Це флагманський продукт OSI, схвалений у Сполучених Штатах для лікування поширеного недрібноклітинного раку легені (НДРЛ) і раку підшлункової залози та схвалений у Європейському Союзі для поширеного НДКРЛ.
«Tarceva» була виявлена компанією Pfizer як CP-358774, перейменована на OSI-774, коли Pfizer потрібно було вилучити з'єднання, щоб завершити викуп Warner lambert/Parke-Davis і згодом розроблений OSI спільно з Genentech.
У середині 2007 року доходи OSI базувалися в основному на надходженнях від продажів «Tarceva» (які поділяються з Genentech і Hoffmann–La Roche) і виплатах роялті, пов'язаних з інтелектуальною власністю інгібіторів дипептидилпептидази IV.
У  2010 році компанія OSI була придбана японською компанією Astellas Pharma, зареєстрованою на TSE, за 4,0 мільярда доларів. Угода була закрита 9 червня 2010 року. Компанія закрила свої останні підприємства на Лонг-Айленді в травні 2013 року. OSI спеціалізувався на відкритті та розробці молекулярно-цільової терапії. Незважаючи на те, що онкологія була головним пріоритетом для OSI, дослідження та розробки, спрямовані на діабет 2 типу та ожиріння, проводилися через їх британську дочірню компанію Prosidion Limited. OSI також здійснив набіг на ринок офтальмології завдяки маркетинговій угоді з Pfizer щодо Macugen для вікової дегенерації жовтої плями.
Eyetech була придбана приблизно за 685 мільйонів доларів готівкою та приблизно 5,7 мільйона акцій OSI. Без урахування грошових коштів Eyetech і чистих операційних збитків, перенесених на майбутні періоди, OSI оцінила придбання приблизно в 650 мільйонів доларів США. Акціонери Eyetech отримають 15 доларів США за акцію готівкою та 0,12275 акцій OSI за кожну акцію Eyetech, якою вони володіють на дату закриття.
Угода створює компанію, яка зосереджується на трьох терапевтичних сферах захворювань із значним ринковим потенціалом: онкологія, очні захворювання та діабет, і ефективно використовує основний досвід Компанії у відкритті та розробці ліків.
На даний момент компанія має два основних ринкових препарати (для лікування раку та вікової дегенерації жовтої плями) та серію продуктів, що пропонують як показання для ринкових продуктів, так і терапевтичних засобів для всіх трьох захворювань.
OSI має збалансований список онкологічних препаратів-кандидатів, який включає як засновані на механізмах, генно-цільову терапію, зосереджену на областях трансдукції сигналу та апоптозу, так і цитотоксичні хіміотерапевтичні засоби нового покоління.
OSI Pharmaceuticals прагне покращити здоров'я та якість життя пацієнтів, розробити проривні варіанти лікування для лікарів.